# Muttergottes und die heilige Ursula (Museum Schnütgen)

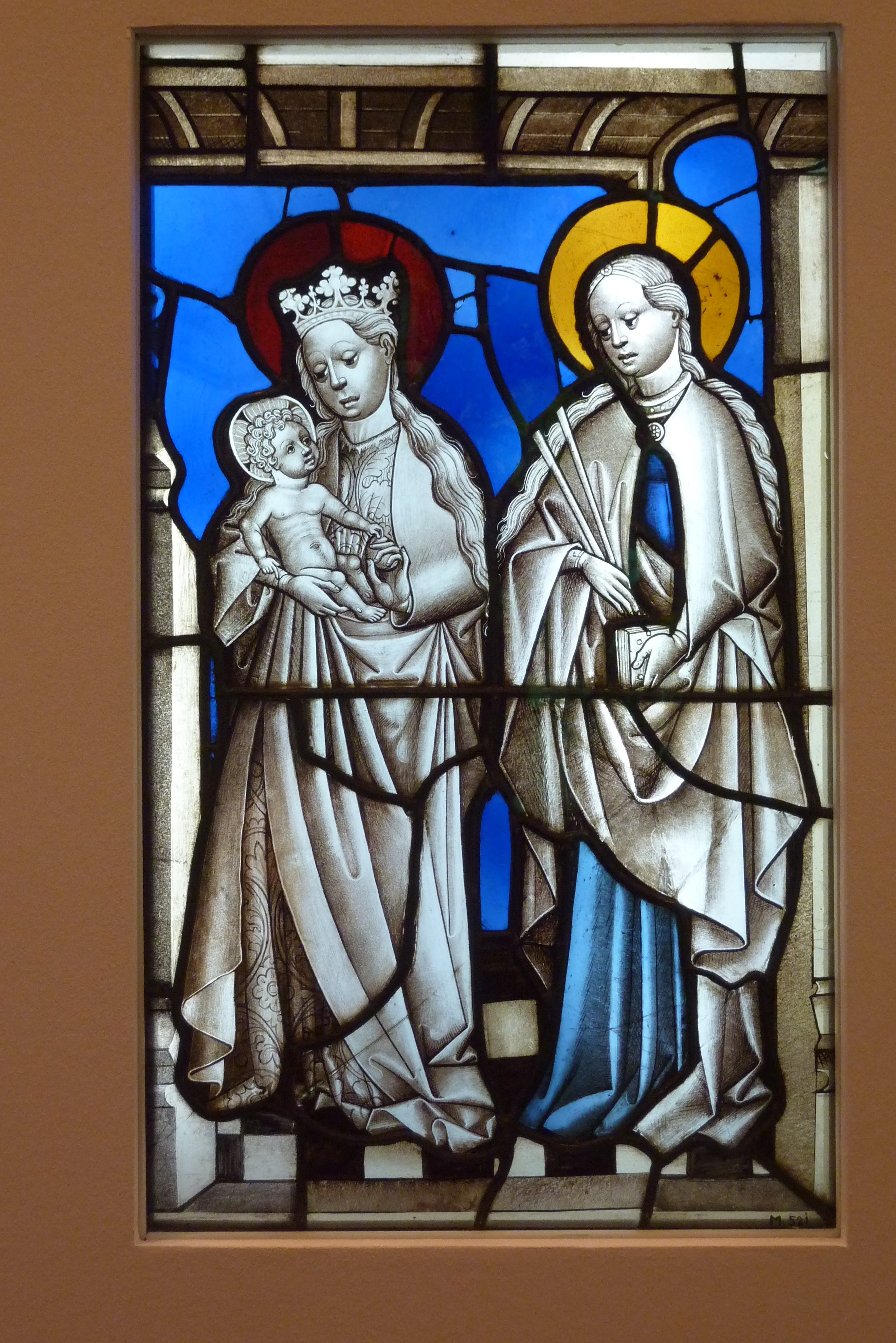
Bleiglasfenster: Muttergottes und heilige Ursula

Muttergottes und heilige Ursula wird eine Szene aus einem Kirchenfenster genannt, das um 1450/60 in Köln entstand und dessen Rest sich heute im Museum Schnütgen befindet. 

## Herkunft und Erhaltung
Die gut erhaltene 77 cm hohe und 49 cm breite Scheibe kam 1932 aus dem Bestand des Kölner Kunstgewerbemuseums in das Museum Schnütgen. Ein neues Bleinetz und Ergänzungen aus altem Glas stammen von der Restaurierung im Jahr 1980.

## Beschreibung
Das hochrechteckige Feld zeigt in einem Kastenraum mit hölzerner Tonnendecke und unperspektivisch gestaltetem Fliesenboden die Muttergottes und die heilige Ursula. Maria schaut auf das auf ihrem Arm sitzende Kind mit ernster Miene. Sie trägt eine Krone, ein kostbares Kleid und einen Mantel mit langen, fließenden Falten. Das nackte Christkind greift mit der linken Hand nach einem Apfel, den ihm die Mutter ungelenk hinhält. Die daneben stehende heilige Ursula blickt mit eher abgewandten Augen auf das Christkind. Ihr prächtiger Mantel wird über der Brust von einer Spange zusammengehalten. Bei beiden Frauen sind die Haare über den Ohren zurückgesteckt und es fließt in langen Wellen über die Schultern. Bei der heiligen Ursula wird das Haar an der Stirn von einem Haarreif zurückgehalten und in ihren Händen hält sie ein Buch und zwei Pfeile, ihre Attribute. 
Die Scheibe besitzt nur wenige Farbgläser, vor allem der blaue Hintergrund sticht hervor. Maria und Kind sind in Grisaille gehalten und der Nimbus Mariens ist rot. Die heilige Ursula, ebenfalls in Grisaille, ist mit einem helleren Untergewand und einem gelben Nimbus versehen. Der Architekturrahmen und der Fußboden sind weiß mit Braunlotmalerei.
Die Scheibe gehört zu einer Gruppe von Glasmalereien, die von der Kölner Tafelmalerei des 15. Jahrhunderts beeinflusst wurden. Die gemeinsamen Merkmale sind die runden, aufgebläht wirkenden Köpfe mit schweren Lidern, die zugespitzten Ohrmuscheln und die weichen, kurvigen Falten der Gewänder.